# Pescara (província)
A província de Pescara é uma província italiana da região de Abruzos com cerca de 177 158 habitantes, densidade de 150 hab/km². Está dividida em 45 comunas, sendo a capital Pescara.
Faz fronteira a norte com a província de Teramo, a este com a província de Chieti, a nordeste com o Mar Adriático, a sul e a oeste com a província do Áquila.